# Ousmane Ndiaye Dago
Pour les articles homonymes, voir Ndiaye et Dago.
 (décembre 2013).
Ousmane Ndiaye Dago, né en 1951 à Ndiobène près de Tivaouane, est un designer, graphiste et photographe sénégalais qui vit et travaille à Dakar. Le corps féminin est au centre de sa recherche esthétique. Sans jamais montrer le visage de ses modèles, l'artiste les habille de matières différentes : terre, sable, boue.